# کاتسوهیسا ایناموری
کاتسوهیسا ایناموری (انگلیسی: Katsuhisa Inamori؛ زادهٔ ۸ مارس ۱۹۹۴) بازیکن فوتبال اهل ژاپن است.